# 윌리엄 손
William Son (윌리엄 손)(본명: 손형서, 1984년 1월 20일 ~ )은 대한민국의 남자 가수이다.

## 음반 목록

### 정규 앨범
- 2022 : 《Space, Time and Soul》
- 2022 : 《Concrete Jungle》

### 미니 앨범
- 2011 : 《Coffee Shop》

### 디지털 싱글
- 2014 : 〈Club MIddlesbrough〉
- 2015 : 〈Way To You〉
- 2015 : 〈Wake Up〉
- 2022 : 〈I Wish〉
- 2022 : 〈If〉
- 2023 : 〈Celebrate〉
- 2023 : 〈Soldier〉
- 2023 : 〈Happy Ending〉
- 2023 : 〈Reminisce〉